# Slătioara (gmina w okręgu Vâlcea)
Slătioara – gmina w Rumunii, w okręgu Vâlcea. Obejmuje miejscowości Coasta Cerbului, Gorunești, Milostea, Mogești, Rugetu i Slătioara. W 2011 roku liczyła 3293 mieszkańców.